# Масотта, Карина
Карина Паула Масотта Бьяджетти (исп. Paula Karina Masotta Biagetti, 5 марта 1971) — аргентинская хоккеистка (хоккей на траве), нападающий. Серебряный призёр летних Олимпийских игр 2000 года, чемпионка мира 2002 года, серебряный призёр чемпионата мира 1994 года, чемпионка Америки 2001 года, трёхкратная чемпионка Панамериканских игр 1991, 1995 и 1999 годов.

## Биография
Карина Масотта родилась 5 марта 1971 года.
С раннего детства занималась хоккеем на траве в «Бартоломе Митре» из Буэнос-Айреса, в котором провела всю карьеру, несмотря на предложения из разных стран. В составе команды трижды выигрывала чемпионат Аргентины (1990, 1994—1995) и Кубок Америки (1994).
В 1987—2003 годах выступала за сборную Аргентины, провела 205 матчей. Дебютировала в её составе на чемпионате Южной Америки 1987 года, проходившем в Сантьяго.
В 1996 году вошла в состав женской сборной Аргентины по хоккею на траве на летних Олимпийских играх в Атланте, занявшей 7-е место. Играла на позиции нападающего, провела 7 матчей, забила 2 мяча (по одному в ворота сборных США и Нидерландов).
В 2000 году вошла в состав женской сборной Аргентины по хоккею на траве на летних Олимпийских играх в Сиднее и завоевала серебряную медаль. Играла на позиции нападающего, провела 8 матчей, забила 3 мяча (по одному в ворота сборных Южной Кореи, Великобритании и Новой Зеландии). Была капитаном команды.
В 1994 году завоевала серебряную медаль чемпионата мира в Дублине, в 2002 году выиграла золото на чемпионате мира в Перте. На обоих турнирах была признана лучшим игроком.
В 2001 году выиграла чемпионат Америки.
Трижды завоёвывала золотые медали хоккейных турниров Панамериканских игр — в 1991 году в Гаване, в 1995 году в Мар-дель-Плата, в 1999 году в Виннипеге.
В 2001 году завоевала золото Трофея чемпионов, в 2002 году — серебро.
В июне 2003 года завершила игровую карьеру.
Работает тренером по хоккею на траве.